# Den Blå Krans
Den Blå Krans er et sundheds- og allergimærke, der har til formål, at gøre det lettere at vælge sundheds- og allergivenlige produkter. Den Blå Krans-mærket drives af Astma-Allergi Danmark, der driver det med fokus på personlig sundhed. Dette er i modsætning til miljømærker som Svanemærket og Blomsten, hvor det primære fokus er på miljøvenlighed. Den Blå Krans benyttes primært til produkter, hvor der er risiko for allergisymptomer, kontakteksem og hudirritation. I praksis er det primært deodorant, creme, sæbe, balsam og kosmetik.
Selve logoet i Den Blå Krans består af syv mørkeblå polygoner, der er sammensat til en krans. Nedenunder logoet står sommetider teksten Astma-Allergi Danmark.

## Produktgodkendelse
For at et produkt kan godkendes til at benytte Den Blå Krans-mærket, så kræver det en godkendelse af Astma-Allergi Danmark. Godkendelsesproceduren foregår på den måde, at producenten skal indsende en fuldstændig varedeklaration til Astma-Allergi Danmark og betale et engangsbeløb. Der er ikke faste kriterier for om et produkt kan godkendes, men godkendelsen er i stedet baseret på en helhedsvurdering af produktet. Når et produkt opnår godkendelse, så skal producenten betale en del af produktets omsætning til Astma-Allergi Danmark.